# Kronecker-Capellijev teorem
U linearnoj algebri, Kronecker-Capellijev teorem daje nužan i dovoljan uvjet da bi sustav linearnih jednadžbi imao rješenje.
Naime, ako je {\displaystyle A} matrica sustava, {\displaystyle x} stupčana matrica nepoznanica te {\displaystyle b} matrica slobodnih članova, tada se sustav može zapisati u obliku {\displaystyle Ax=b}. 
S  {\displaystyle A_{p}} označimo matricu {\displaystyle [A|b]}, tj. matricu kojoj smo dobili dodavajući stupac {\displaystyle b} matrici {\displaystyle A}. Takvu matricu nazivamo proširenom matricom sustava. Tada teorem kaže da ovaj sustav ima rješenje ako i samo ako je rang proširene matrice sustava jednak rangu matrice sustava.

## Dokaz
Neka sustav koji proučavamo ima {\displaystyle m} jednadžbi s {\displaystyle n} nepoznanica. Nadalje, neka je {\displaystyle E=\{e_{1},e_{2},...,e_{n}\}} kanonska (standardna) baza prostora {\displaystyle M_{n1}}. Slika operatora {\displaystyle f}, {\displaystyle f(M_{n1})={\text{Imf}}\leq M_{m1}} razapeta je vektorima {\displaystyle f(e_{1}),f(e_{2}),...,f(e_{n})}. Prema tome, vektor {\displaystyle b} bit će u slici {\displaystyle {\text{Imf}}} ako i samo ako ga možemo prikazati kao linearnu kombinaciju vektora {\displaystyle f(e_{1}),f(e_{2}),...,f(e_{n})}, odnosno kao linearnu kombinaciju stupčanih matrica {\displaystyle {\begin{bmatrix}\alpha _{11}\\\alpha _{21}\\\vdots \\\alpha _{m1}\\\end{bmatrix}},{\begin{bmatrix}\alpha _{12}\\\alpha _{22}\\\vdots \\\alpha _{m2}\\\end{bmatrix}},\cdots ,{\begin{bmatrix}\alpha _{1n}\\\alpha _{2n}\\\vdots \\\alpha _{mn}\\\end{bmatrix}}}, odnosno ako i samo ako je zadnji stupac matrice {\displaystyle A_{p}} linearna kombinacija ostalih stupaca matrice {\displaystyle A_{p}}, a to su, ustvari, stupci matrice {\displaystyle A}. Kako je rang matrice broj linearno nezavisnih stupaca matrice, tvrdnja je dokazana. 
Dakle, u slučaju da je
- {\displaystyle r(A_{p})>r(A)}, zadnji se stupac ne može prikazati kao linearna kombinacija stupaca od {\displaystyle A} pa sustav nema rješenja.
- Ako je pak {\displaystyle r(A_{p})=r(A)}, po Kronecker-Capellijevu teoremu sustav ima rješenja.

## Povijest
Kroneckerova verzija ovoga teorema sačuvana je u njegovim bilješkama s predavanja na Sveučilištu u Berlinu iz perioda od 1883. do 1891. godine.
S druge strane, A. Capelli bio je prvi koji je iskazao teorem u današnjoj formi, rabeći termin "rang matrice".
U nekim državama ovaj teorem je poznat i pod nazivima Rouché-Capellijev teorem, Rouché-Fontenéov teorem te kao Frobeniusov teorem.